# 白金 (弘治進士)
白金（1467年—？），字士珍，直隸常州府武進縣人，民籍，明朝政治人物。

## 生平
弘治五年（1492年）壬子科應天鄉試第三十八名舉人，六年（1493年）癸丑科會試第六十一名，二甲第三十名進士。任戶部署員外郎，十四年八月遷任永平府通判。

## 家族
曾祖白守中；祖父白希原，贈戶部員外郎；父白玢，南京尚寶司卿。母高氏（封宜人）。慈侍下。